# Table de Burt
Une table de Burt, (on parle aussi de tableau de Burt) est un type de représentation de données qualitatives utilisé en analyse des données notamment lors d'une AFC ou une ACM. Cette représentation doit son nom à Sir Cyril Lodowic Burt.
Une table de Burt est une matrice carrée symétrique. Elle contient tous les tableaux de contingence des variables prises deux à deux. Elle peut être calculée à partir du tableau disjonctif complet : si l'on note {\displaystyle D}, le tableau disjonctif complet, alors la table de Burt {\displaystyle B} est égale à {\displaystyle D^{T}D}.

## Exemple
Une famille constituée d'un père, d'une mère et d'un jeune garçon.
On s’intéresse aux variables "sexe" et "couleur des yeux" de ce ménage résumées dans ce tableau :
| individu | Sexe     | Yeux   |
| -------- | -------- | ------ |
| père     | Masculin | Marron |
| mère     | Féminin  | Bleu   |
| enfant   | Masculin | Vert   |

Le tableau disjonctif complet de cette population prend la forme suivante :
| individu | sexe F | sexe M | Yeux B | Yeux M | Yeux V |
| -------- | ------ | ------ | ------ | ------ | ------ |
| père     | 0      | 1      | 0      | 1      | 0      |
| mère     | 1      | 0      | 1      | 0      | 0      |
| enfant   | 0      | 1      | 0      | 0      | 1      |

À partir du tableau disjonctif complet, on obtient la table de Burt suivante :
|        | sexe F | sexe M | Yeux B | Yeux M | Yeux V |
| ------ | ------ | ------ | ------ | ------ | ------ |
| sexe F | 1      | 0      | 1      | 0      | 0      |
| sexe M | 0      | 2      | 0      | 1      | 1      |
| Yeux B | 1      | 0      | 1      | 0      | 0      |
| Yeux M | 0      | 1      | 0      | 1      | 0      |
| Yeux V | 0      | 1      | 0      | 0      | 1      |